# Россано Джампалья
Россано Джампалья (італ. Rossano Giampaglia, нар. 1 січня 1945, Ліворно, Італія — пом. 2 грудня 2005, Генуя) — італійський футболіст, що грав на позиції півзахисника. По завершенні ігрової кар'єри — тренер.

## Ігрова кар'єра
Вихованець футбольної школи клубу «Ліворно». Дорослу футбольну кар'єру розпочав 1963 року в основній команді того ж клубу, в якій провів два сезони, взявши участь у 30 матчах чемпіонату.
Своєю грою за цю команду привернув увагу представників тренерського штабу клубу «Сампдорія», до складу якого приєднався 1965 року. Відіграв за генуезький клуб наступні два сезони своєї ігрової кар'єри.
Згодом з 1967 по 1970 рік грав у складі команд клубів «Спеція» та «Асколі».
Завершив професійну ігрову кар'єру у клубі «В'яреджо», за команду якого виступав протягом 1970—1974 років.

## Кар'єра тренера
Розпочав тренерську кар'єру, повернувшись до футболу після невеликої перерви, 1979 року, увійшовши до тренерського штабу клубу «Ліворно».
В подальшому очолював команди клубів «В'яреджо», «Форте деї Мармі» та «Ліворно», а також входив до тренерського штабу молодіжної збірної Італії.
Останнім місцем тренерської роботи була молодіжна збірна Італії, команду якого Россано Джампалья очолював як головний тренер до 1997 року.
Помер 2 грудня 2005 року на 61-му році життя у місті Генуя.